# Vitalisme (filosofie)

Henri Bergson.

Vitalisme is de doctrine dat het leven niet alleen als mechanisme verklaard kan worden. Vaak wordt het onstoffelijke element aangeduid als de "essentiële vonk" of energie. Sommige aanhangers van het vitalisme vergelijken dit element met de ziel. Het vitalisme speelt een centrale rol in de levensfilosofie: de filosoof Henri Bergson veronderstelde in L'Évolution créatrice dat een "levenskracht" (élan vital) de drijfkracht voor de evolutie van het leven op aarde was. Andere vitalisten zijn Hans Driesch en Ludwig Klages.

## Geschiedenis
Vitalisme heeft een lange geschiedenis in verschillende medische theorieën. Binnen de meeste traditionele genezingspraktijken werd ziekte als het resultaat beschouwd van één of andere onevenwichtigheid in de 'essentiële energieën', die leven van niet-leven onderscheidden. In de westerse traditie werden deze 'essentiële krachten' geïdentificeerd als humeuren; de oostelijke tradities pone(e)r(d)en vergelijkbare krachten als qi, prana, enzovoort.
Geholpen door de uitvinding van de microscoop in de 16e eeuw betekende de theorie van ziektekiemen een impuls die de rol van het vitalisme in de geneeskunde uitdaagde. Daarnaast kwam er oog voor de rol van de diverse organen van de menselijke anatomie bij de instandhouding van het organisme, in plaats van 'essentiële krachten'.
De experimenten in de vroege 19e eeuw bleven steun voor vitalisme in de wetenschappelijke gemeenschap eroderen. De verdere chemische en anatomische ontdekkingen schoven de "essentiële kracht" theorie terzijde (paradigmaverschuiving): de levensprocessen werden meer en meer in zuiver wetenschappelijke termen beschreven, waardoor het medisch model van ziekte op het falen van specifieke organen en processen in het lichaam werd geconcentreerd.
In de recente 20e eeuw ervoer het vitalisme een heropleving, zowel binnen de geneeskunde als binnen de samenleving in bredere zin. Hoewel het wetenschappelijke begrip van de biochemische processen die het leven van niet-leven onderscheiden steeds verfijnder is geworden, is ook het besef doorgedrongen dat de fundamentele processen erg ingewikkeld zijn. Er is nog geen volledige theorie voorgesteld die alle acties coördineert die in organismen voorkomen.